# Lê Tư Tề
Lê Tư Tề (chữ Hán: 黎思齊;  1401– 1472), hay Quận Ai vương (郡哀王), là hoàng tử nhà Hậu Lê trong lịch sử Việt Nam. Ông đã cùng cha là Lê Thái Tổ tham gia khởi nghĩa Lam Sơn đánh đuổi quân Minh, làm đến chức Tư đồ, Được Phong Quốc Vương Nước Đại Việt.
Theo sách Đại Việt thông sử, khi vua Lê Thái Tổ về già, Tư Tề do mắc chứng điên cuồng nên hay giết bừa các tì thiếp, do đó ông bị giáng làm Quận vương. Vua Lê Thái Tổ vời người cháu ruột là Thái úy Lê Khôi vào triều, Lê Khôi bàn nên lập người con thứ làm vua, vua Thái Tổ nghe theo. Sau đó vua Lê Thái Tông đã giam lỏng và phế ông làm thường dân.

## Tiểu sử
Lê Lợi có 2 bà vợ chính, bà Thần phi Trịnh Thị Ngọc Lữ và bà Hiền phi Phạm Thị Ngọc Trần; người vợ lẽ là bà Huệ phi Phạm Thị Nghiêu. Bà phi Trịnh Thị Ngọc Lữ, người trang Bái Đê, huyện Lôi Dương, tỉnh Thanh Hóa sinh ra Lê Tư Tề, là con trưởng của vua Lê Thái Tổ. Bà Phạm Thị Ngọc Trần sinh ra Lê Thái Tông vào lúc mới bắt đầu khởi nghĩa Lam Sơn. Bà vợ lẽ Phạm Thị Nghiêu không có con.
Sử sách không chép Lê Tư Tề sinh ra vào năm nào, khi khởi nghĩa Lam Sơn diễn ra, Lê Tư Tề đã theo cha đánh quân Minh. Sách Đại Việt thông sử nhận xét rằng: tính dũng cảm, ham giết giặc.
Lê Thái Tổ lập Trần Cảo làm vua theo yêu sách của tướng nhà Minh là Vương Thông, Lê Tư Tề được phong làm Thị trung. Tháng 6 năm 1427, ông được gia phong chức Tư đồ.
Tháng 11 năm 1427, hai đạo viện binh của nhà Minh do Liễu Thăng, Mộc Thạnh chỉ huy bị phá tan. Vương Thông chấp nhận cùng Thái Tổ giảng hoà, nhưng các viên quan người Việt theo nhà Minh là Lương Nhữ Hốt, Trần Phong khuyên Thông không nên tin theo vì sẽ bị lừa giết. Vì vậy, để đảm bảo sự tin tưởng lẫn nhau, Thái Tổ chấp nhận cùng Vương Thông trao đổi con tin. Thông cử hai tướng Sơn Thọ, Mã Kỳ sang bên quân Lam Sơn còn Thái Tổ sai ông cùng tướng Lưu Nhân Chú vào thành Đông Quan. Tới tháng 12 năm 1427, Thái Tổ cùng Vương Thông làm lễ tại Hội thề Đông Quan. Thông rút quân về nước, Lê Tư Tề trở về.

## Quốc vương
Năm Thuận Thiên thứ 1 (1428), Thái Tổ lên ngôi, sáng lập Triều đại, ông được phong làm Hữu tướng quốc, tước Quận vương (郡王). Sau đó, Thái Tổ già yếu nhiều bệnh, sai Nhập nội kiểm hiệu Bình chương sự Phạm Vấn, Nhập nội Đại tư mã Lê Ngân và Nhập nội thiếu phó Lê Văn Linh mang kim sách lập ông là Quốc vương để tạm coi việc nước; lập người con thứ là Lương quận công làm Hoàng thái tử. Hễ ai có việc trình bày phải xưng hô là Quốc vương điện hạ, phải dùng chữ "Khải" thay cho chữ "Tấu", nếu Quốc vương có tuyên cáo hiệu lệnh thì dùng "Quốc vương chỉ huy" thay cho "Sắc".
Năm thứ 5 (1432), tù trưởng Đèo Cát Hãn ở châu Phục Lễ nổi loạn; ông được lệnh làm tướng đi đánh dẹp, bức hàng Đèo Cát Hãn và con là Đèo Mạnh Vượng.
Lúc bây giờ, vua Thái Tổ nhiều bệnh, việc chính sự lớn đều do Quốc vương Tư Tề quyết định, nhưng Tư Tề mắc chứng điên cuồng, giết bừa các tì thiếp, dần dần không hợp ý vua cha.

## Quận Ai vương
Năm thứ 6 (1433), Lê Thái Tổ gọi người cháu ruột đang trấn thủ Hóa châu là Thiếu uý Lê Khôi vào bàn định việc chọn ai nối ngôi. Lê Khôi bàn nên chọn Nguyên Long, nên Thái Tổ mới quyết định chọn người con thứ.
Tháng 8 năm 1433, ông bị giáng xuống làm Quận vương. Cuối tháng đó Thái Tổ Cao Hoàng qua đời, người em Nguyên Long được lập lên ngôi, tức là Lê Thái Tông. Đô đốc Phạm Vấn và Đại tư đồ Lê Sát được chiếu chỉ phò đế, nắm quyền phụ chính.
Tháng 1 năm 1434, có 3 thị nữ đến tâu với Thái Tông rằng ông phát ngôn nhiều điều càn bậy quái gở, có ý không thuận. Vì vậy Thái Tông hạ lệnh cấm cố ông, không cho các quan lại gần nơi ở của ông; còn ông, nếu không có lệnh gọi thì không được vào triều. Lại có lệnh: Nếu ai tự ý đến thăm hoặc dẫn ông vào triều sẽ bị tội nặng.
Tháng 5 năm 1438, Thái Tông nắm đại quyền sau khi giết Lê Sát và Lê Ngân. Thái Tông ra chỉ phế truất ông làm dân thường. Định cư ở xã Phù Lưu Tế huyện Mỹ Đức thành phố Hà Nội. Đổi tên thành họ Nguyễn Hữu và ở đây vẫn còn ngôi mộ của ông. Sau đó ông qua đời, không rõ thọ bao nhiêu tuổi. Ông được truy phong là Quận Ai vương.
Mộ của ông ngày nay ở Xã Phù Lưu Tế - Huyện Mỹ Đức - Thành phố Hà Nội.